# Gustav Rydergård
Frej Gustav „Gussi“ Rydergård (* 9. Juli 1984 in Falun) ist ein schwedischer ehemaliger Handballspieler. 
Der 1,98 Meter große und 105 Kilogramm schwere Kreisläufer begann in seiner Jugend bei Samuelsdals IF und Redbergslids IK mit dem Handball. Ab 2006 stand er bei Alingsås HK unter Vertrag, mit dem er die schwedische Meisterschaft gewann. Seit 2009 spielte er für den deutschen Bundesligisten TSV Hannover-Burgdorf, den er nach der Saison 2013/14 verließ. Zur Saison 2014/15 wechselte er zu Dinamo Bukarest. Ab Juli 2015 stand er beim TBV Lemgo unter Vertrag. In der Saison 2016/17 lief Rydergård für die zweite Mannschaft des TBV Lemgo auf und war zusätzlich in der ersten Mannschaft als Co-Trainer tätig. Ab dem Sommer 2017 ging Rydergård für den Oberligisten TSG Altenhagen-Heepen auf Torejagd. 2018 übernahm er bei der TSG Altenhagen-Heepen das Traineramt der A-Jugend sowie den Posten des Jugendkoordinators. Nachdem Rydergård im Laufe der Saison 2018/19 verletzungsbedingt kein Spiel bestreiten konnte, wurde sein Vertrag im Februar 2019 in beiderseitigem Einvernehmen aufgelöst. Weiterhin beendete er seine Trainertätigkeit bei der TSG.

## Bundesligabilanz
| Saison    | Verein                | Spielklasse | Spiele | Tore | 7-Meter | Feldtore |
| --------- | --------------------- | ----------- | ------ | ---- | ------- | -------- |
| 2009/10   | TSV Hannover-Burgdorf | Bundesliga  | 33     | 11   | 0       | 11       |
| 2010/11   | TSV Hannover-Burgdorf | Bundesliga  | 20     | 4    | 0       | 4        |
| 2011/12   | TSV Hannover-Burgdorf | Bundesliga  | 20     | 1    | 0       | 1        |
| 2012/13   | TSV Hannover-Burgdorf | Bundesliga  | 23     | 6    | 0       | 6        |
| 2013/14   | TSV Hannover-Burgdorf | Bundesliga  | 25     | 8    | 0       | 8        |
| 2009–2014 | gesamt                | Bundesliga  | 121    | 30   | 0       | 30       |